# محمد رضا حيدريان
محمد رضا حيدريان (مواليد 17 فبراير 1974 في طهران) هو لاعب كرة قدم إيراني متقاعد ومدرب حاليا. كان مدربا لمنتخب إيران لكرة الصالات لفترة قصيرة.
لعب كمهاجم لصالح نادي استقلال طهران وكيكانو ونادي قطر وإلمو أدب مشهد وبرسيبوليس بيهزيستي وكان قائد منتخب إيراني لكرة الصالات.
حصل على جائزة أفضل لاعب في بطولة آسيا لكرة القدم الخماسية.
لعب حيدريان لكيكانو في دوري الدرجة الثانية الإيطالي. كان ناجحا للغاية في النادي واختير كقائد للنادي في موسم 2004-05.
بعد نجاح إيران في الحصول على بطولة آسيا لكرة القدم الخماسية 2008 قرر حيدريان توديع كرة القدم الدولية واعتزال منتخب إيران.

## الإنجازات

### المنتخب
- منتخب إيران لكرة الصالات
  - بطولة آسيا لكرة القدم الخماسية (9): 1999 - 2000 - 2001 - 2002 - 2003 - 2004 - 2005 - 2007 - 2008

### الشخصية
- أفضل لاعب في بطولة آسيا لكرة القدم الخماسية (1): 2004